# Konkow
Le konkow (de kójom kʾawi  - le pays de la vallée) est une langue amérindienne  de la famille des langues maiduanes parlée aux États-Unis, dans le Nord de la Californie dans la région de la rivière Feather et de la partie adjacente de la vallée de Sacramento. La langue est quasiment éteinte.